# Авксентий Дуросторский
Авксе́нтий Дуросто́рский (лат. Auxentius Durostorum; IV век) — епископ города Дуростор, христианский писатель.
Авксентий гот по происхождению. Стал епископом в конце правления императора Валента, являясь учеником и последователем христианского просветителя готов Вульфилы. Единственное литературное произведение, которое сохранилось от Авксентия, — небольшое послание, в котором Авксентий, составил посмертную похвалу Вульфиле, изложил Символ веры Вульфилы. В этом послании Авксентий изложил и собственное исповедание веры. Послание Авксентия включил и процитировал готский епископ Максимин (лат. Maximinus) в своём сочинении, только в нём оно и сохранилось. Сочинение Максимина — возражение на трактат епископа Амвросия Медиоланского «О вере». Сочинение Максимина является единственным источником сведений о жизни Авксентия.
Вероучение Авксентия-Вульфилы по отношению к Сыну занимает промежуточное положение между ранним учением Ария и учением омиев. Сына Авксентий не называет тварью (творением), но при этом отрицает и учение омиев — подобие Сына Отцу: «верую во единого Бога Отца,…, не имеющего подобного Себе». Вероучение Авксентия-Вульфилы по отношению к Святому Духу это учение духоборцев, при этом излагается принцип последовательного субординационизма Дух подчиняется Сыну, а Сын Отцу: «Верую, что [Святой Дух] не Бог и не Господь, но верный служитель Христов, не равный, но подчинённый и повинующийся во всем Сыну, а Сын подчинён и повинуется во всем Своему Отцу». По мнению российского историка церкви В. Н. Самуилова, богословская система Авксентия близка в существенных пунктах и в терминологии к богословской системе Евсевия Кесарийского.
В 383 году Авксентий, по приказу императора Феодосия, вместе с другими арианскими епископами восточной части Византийской империи, был низложен.
Авксентий II, епископ Медиоланский и Авксентий Дуросторский, по мнению В. Н. Самуилова и по мнению автора статьи Православной энциклопедии А. М. Крюкова, — одно лицо. Авксентий II, как пишет Амвросий Медиоланский, происходил из Скифии (Дуростор находился около Малой Скифии) и раньше носил имя Меркурин (лат. Mercurinus). В 384 году Авксентий II прибыл в Медиолан ко двору императора Валентиниана II. Мать Валентиниана Юстина (англ. Justina (empress)) сочувствовала готам. Авксентий II возглавил арианскую общину готов города. Авксентий II пытался в 386 году добиться передачи здания одной из церквей готам. По этой причине возник конфликт между арианами и православными. Последних поддержал император. Амвросий Медиоланский в связи с этими событиями произнёс проповедь против Авксентия II.

## Сочинение
- Послание Авксентия на латинском языке Архивная копия от 28 сентября 2013 на Wayback Machine